# Thetford Mines
Thetford Mines è una città nel centro-sud Québec, Canada. È la sede di Les Appalaches regionale County Comune.
Thetford Mines è stata fondata nel 1876 dopo la scoperta di grandi giacimenti di amianto nella zona, e la città divenne il centro di una delle più grandi regioni produttrici di amianto al mondo. Nel 2001 la città si è espansa fino ai suoi confini attuali, unendosi con Black Lake, Robertsonville, Pontbriand e Thetford-Sud.
L'ex governatore generale del Canada Michaëlle Jean, si stabilì originariamente presso Thetford Mines, dopo l'arrivo in Canada da Haiti.